# Magnus Andersson (futebolista)
Magnus Andersson (23 de abril de 1958) é um ex-futebolista sueco que atuava como zagueiro.

## Carreira
Andersson competiu na Copa do Mundo FIFA de 1978, sediada na Argentina, na qual a seleção de seu país terminou na décima terceira colocação dentre os 16 participantes.